# Yumates
Yumates is een geslacht van spinnen uit de  familie van de Oonopidae (dwergcelspinnen).

## Soorten
- Yumates angela Chamberlin, 1924
- Yumates nesophila Chamberlin, 1924